# گوالیور
شهر گوالیور یا گوالیار (به انگلیسی: Gwalior) با جمعیت ۹۳۱٫۷۷۷ نفر در ایالت مادایا پرادش در کشور هند واقع شده‌است. در کتب و اسناد قدیمی فارسی، این نام را به صورت کوالیور هم ثبت کرده اند.

## نگارخانه

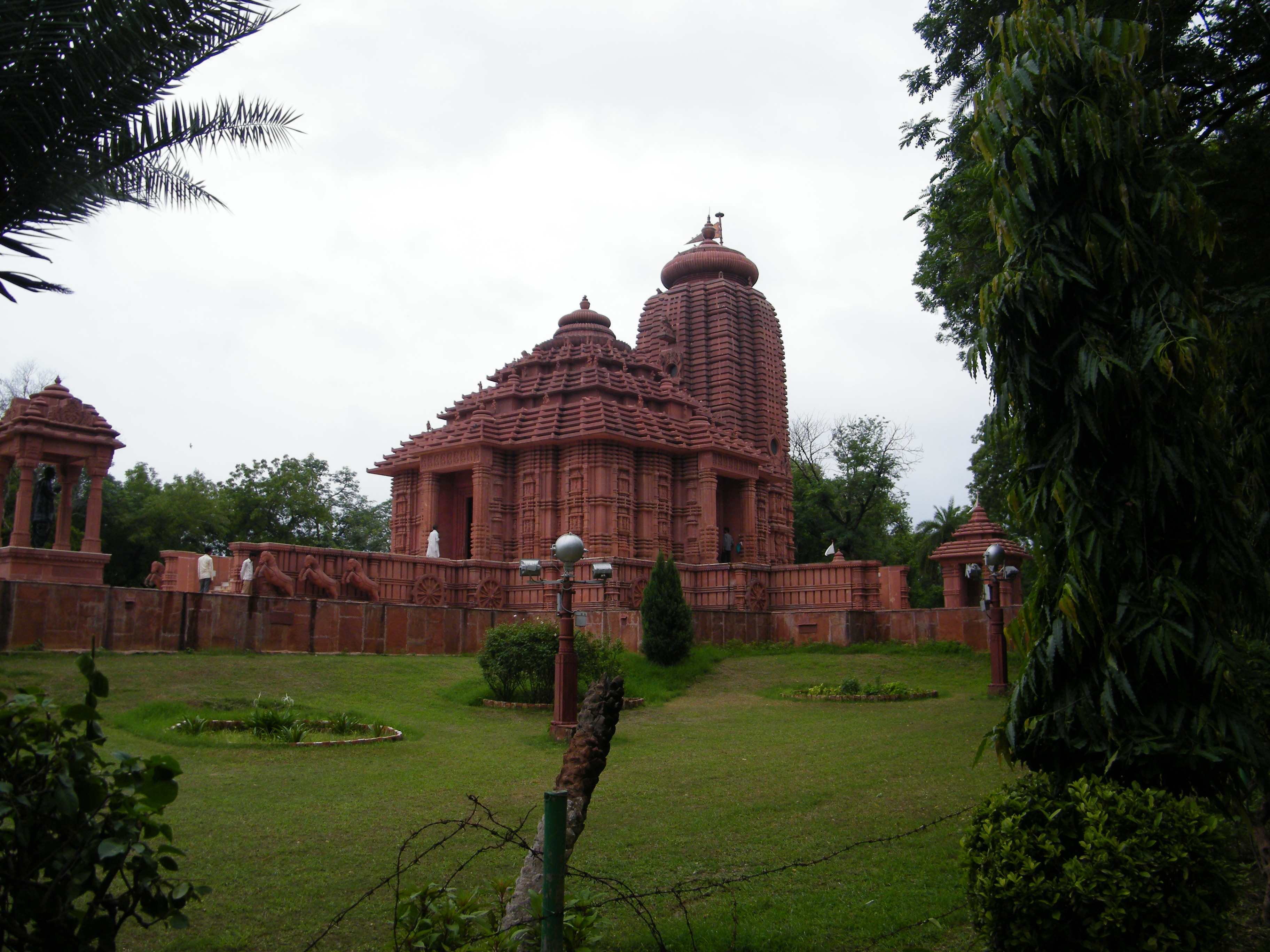
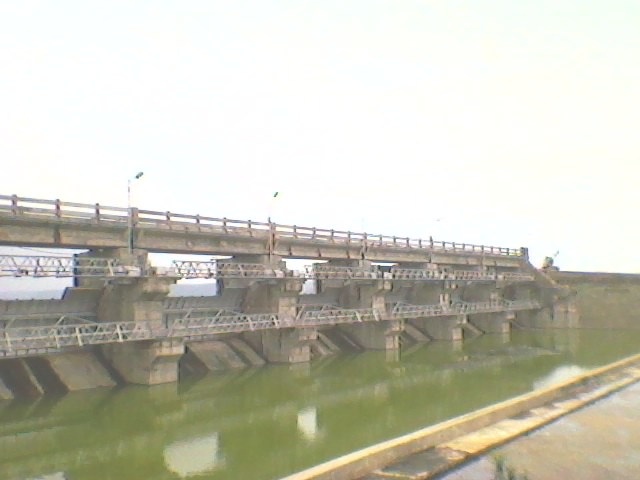
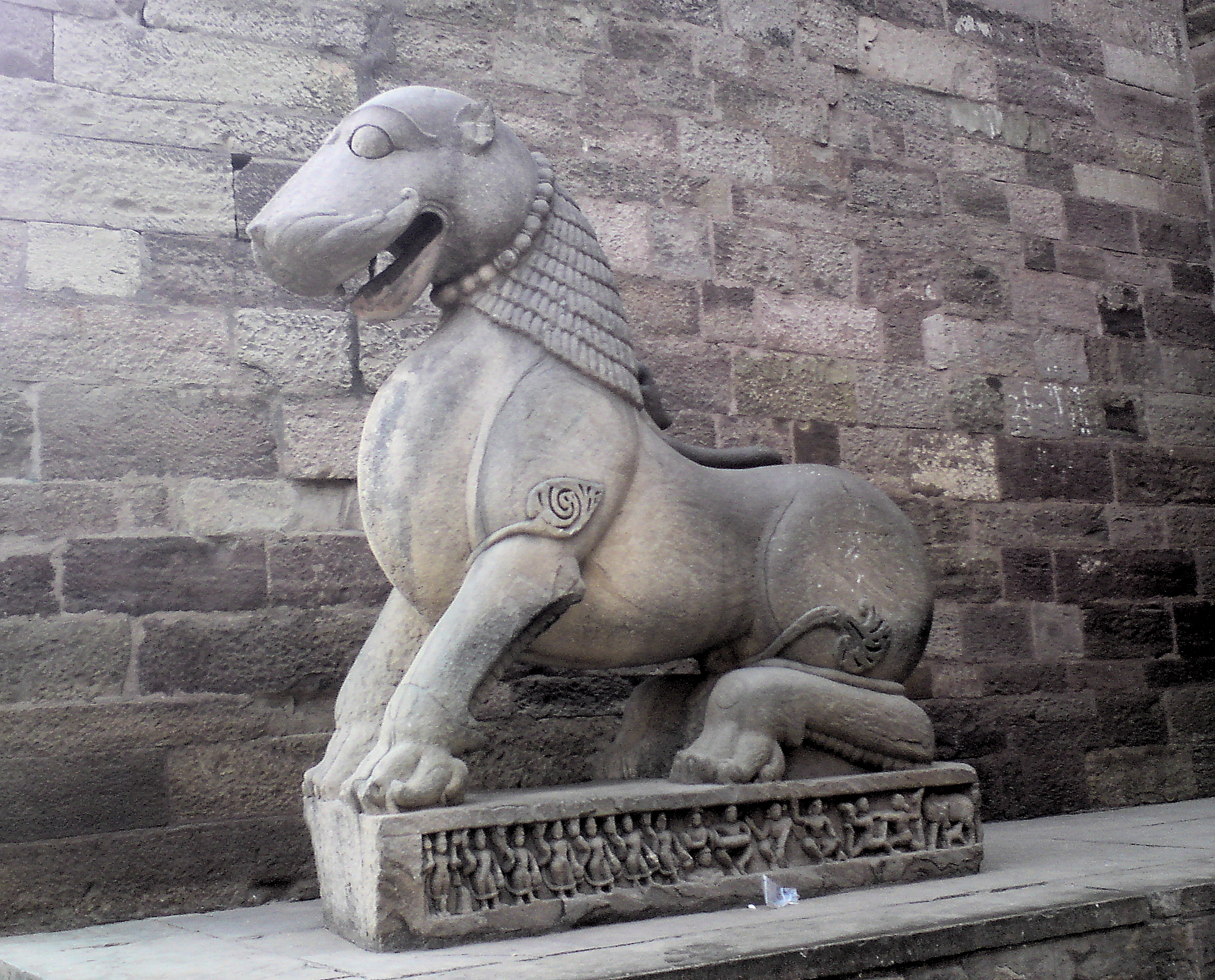
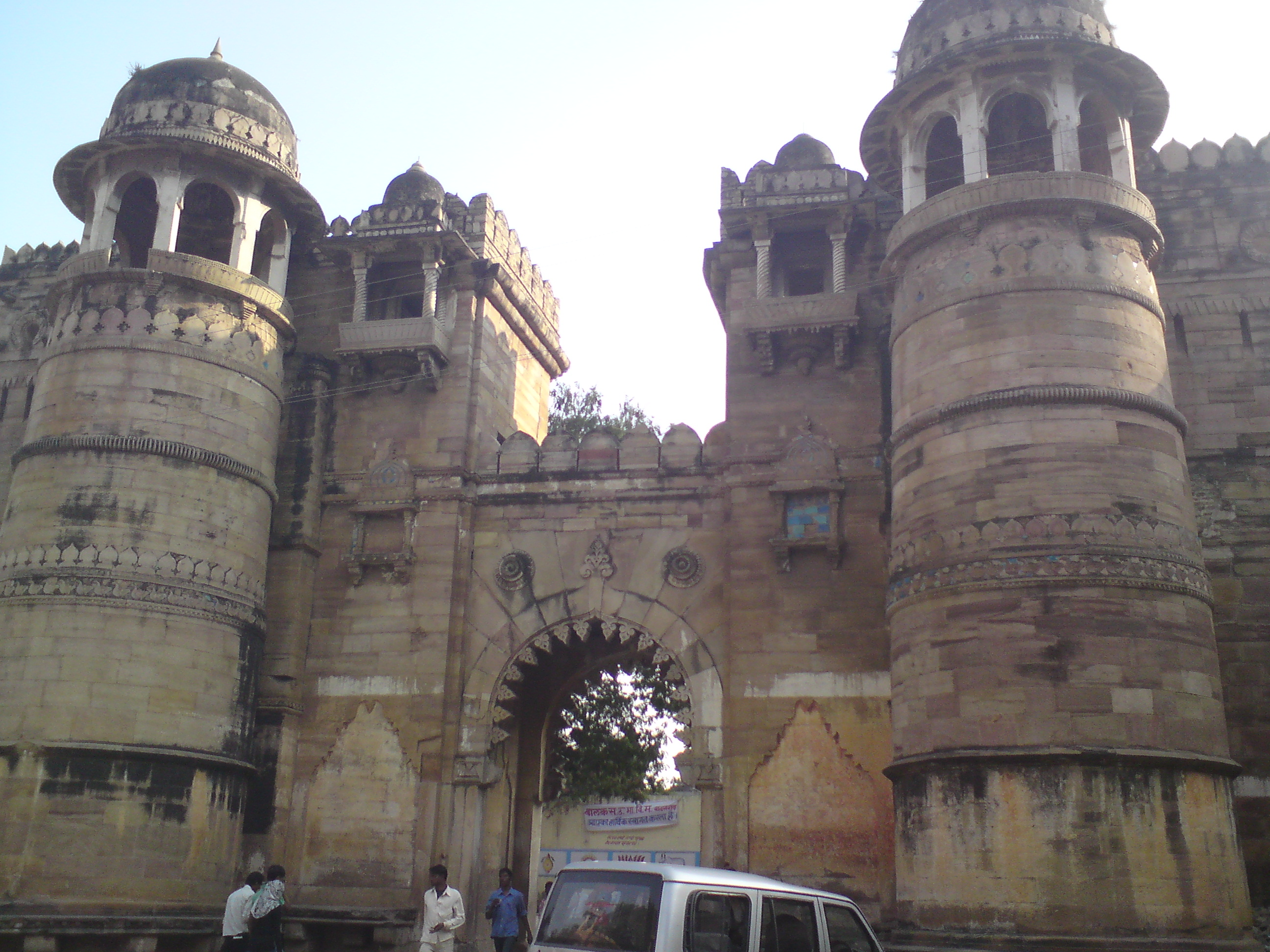
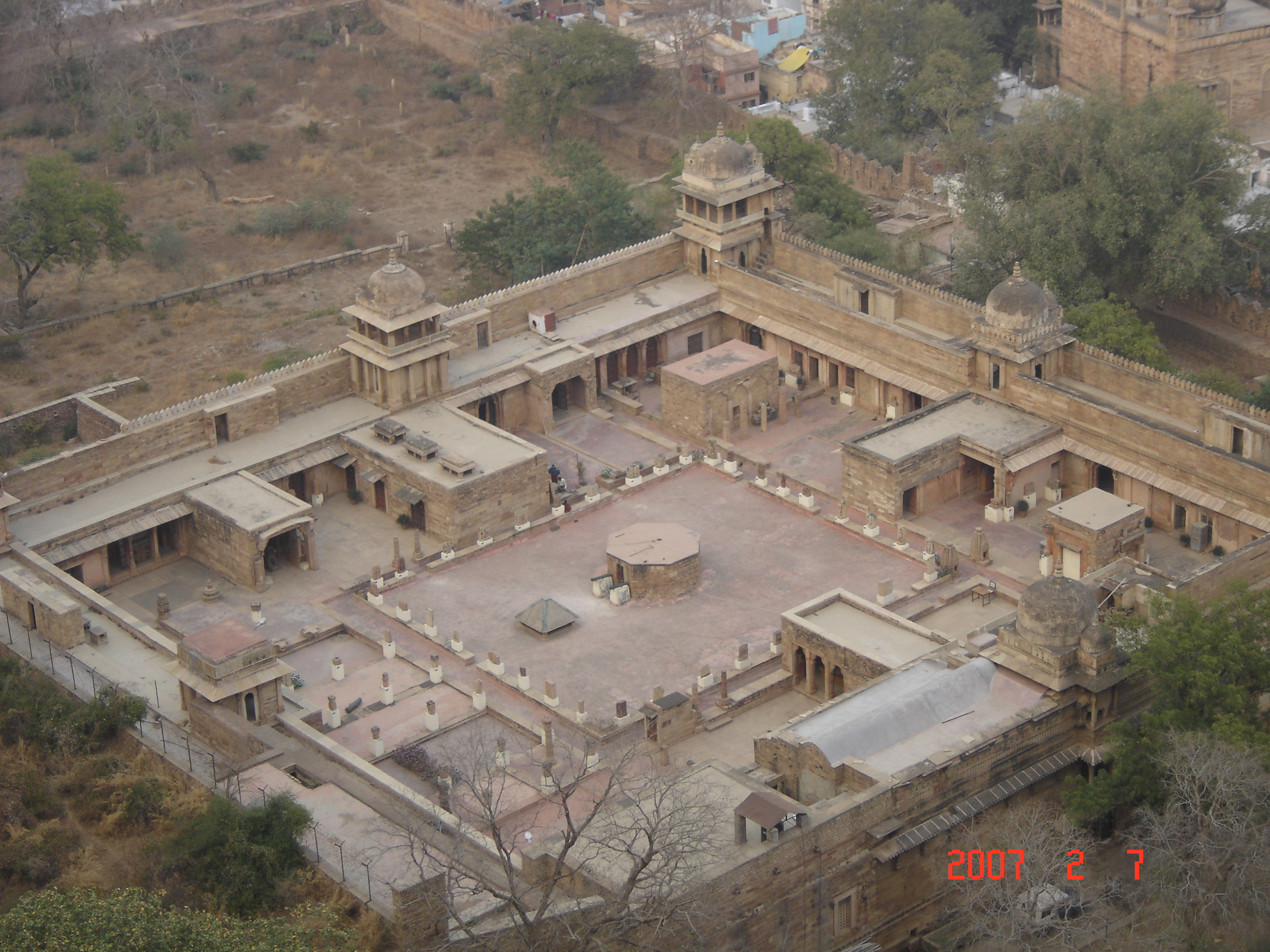
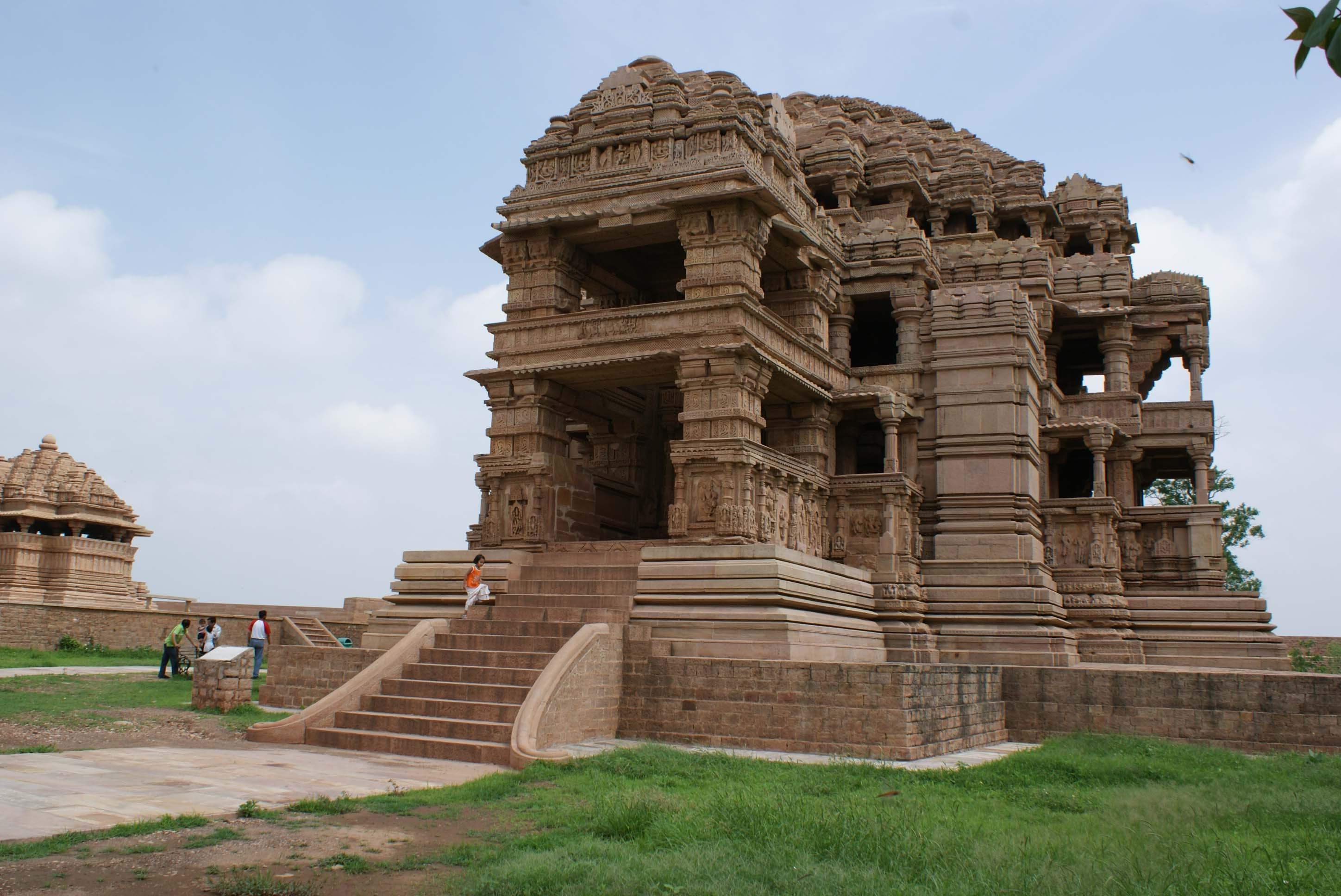
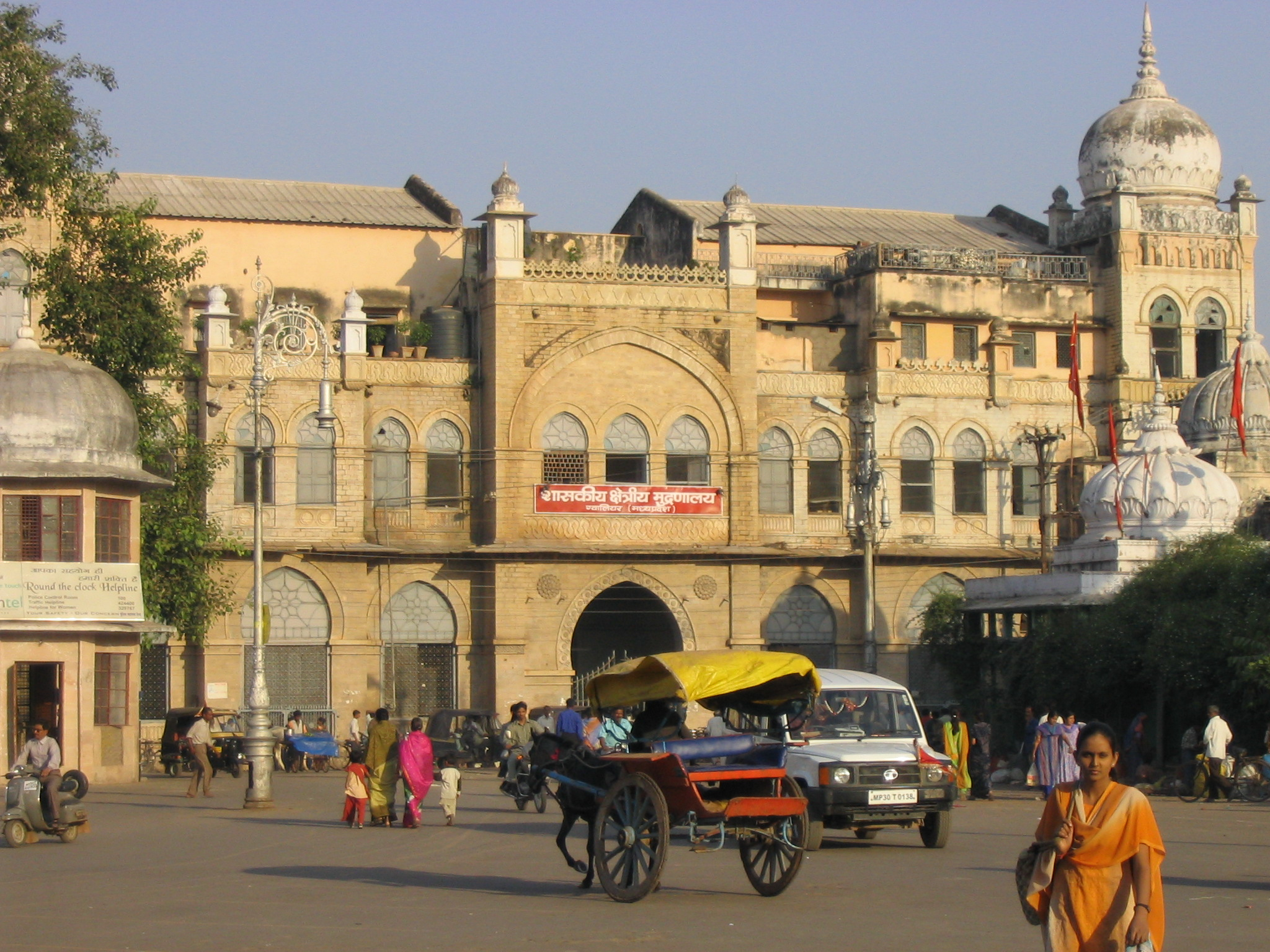
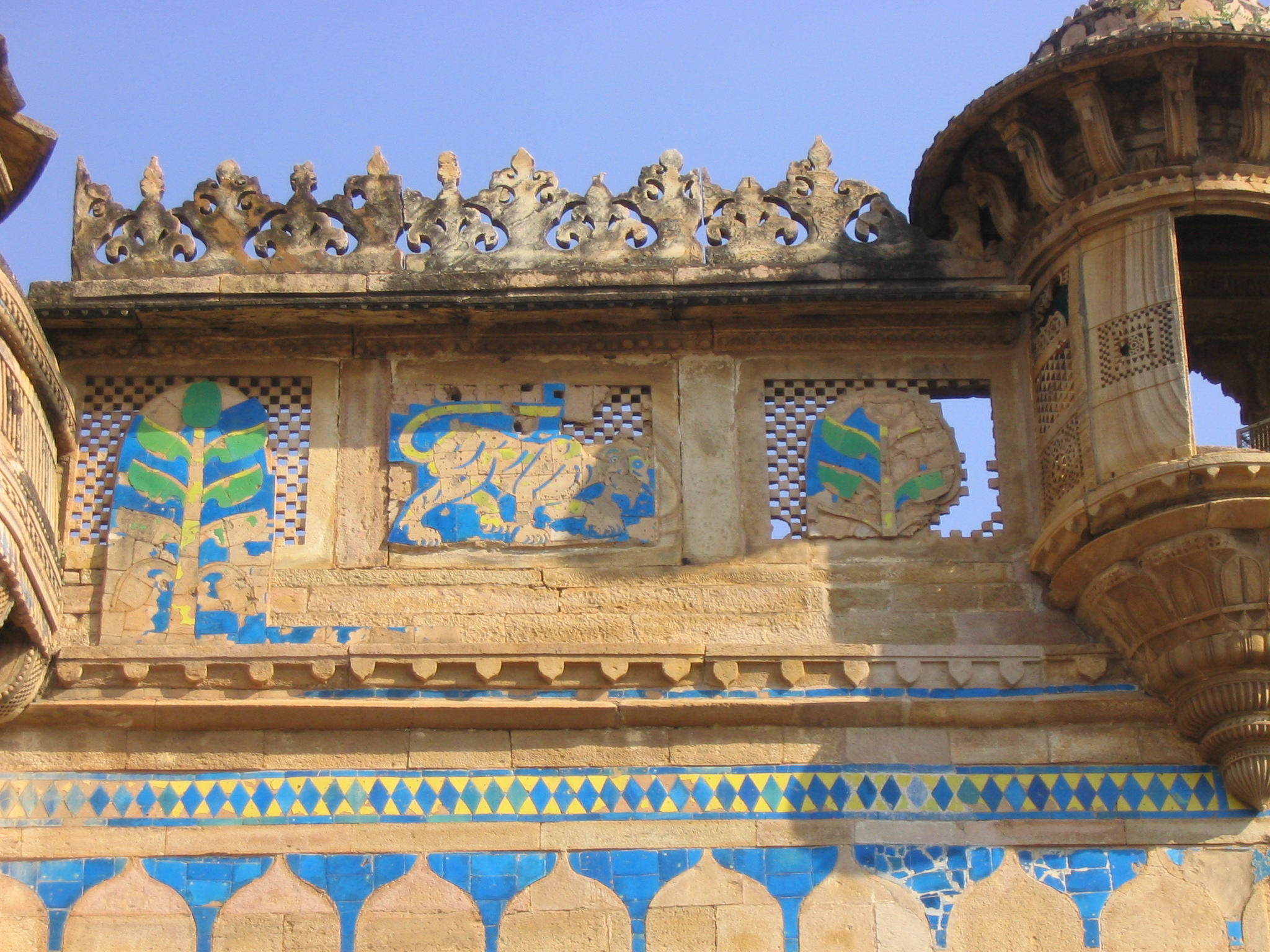